# استان اورو
استان شمالی که امروز استان اورو نیز نامیده می‌شود یکی از استان‌های ساحلی کشور پاپوآ گینه نو می‌باشد. مرکز استان پوپوندتا است.

## تقسیمات
این استان از ۴ منطقه تشکیل شده‌است و این منطقه‌ها در مجموع دارای ۱۶ فرمانداری محلی هستند. لازم به ذکر است که هر فرمانداری محلی، در زمان آمار گیری به چند بخش تقسیم می‌شود.
| منطقه            | مرکز منطقه | نام فرمانداری محلی               |
| ---------------- | ---------- | -------------------------------- |
| منطقه ایجیویتاری | پوپوندتا   | فرمانداری محلی روستایی آفوره     |
| منطقه ایجیویتاری | پوپوندتا   | فرمانداری محلی روستایی کیپ نلسون |
| منطقه ایجیویتاری | پوپوندتا   | فرمانداری محلی روستایی خلیج اورو |
| منطقه ایجیویتاری | پوپوندتا   | فرمانداری محلی شهری پوپوندتا     |
| منطقه سوهه       | کوکودا     | فرمانداری محلی روستایی هیگاتورو  |
| منطقه سوهه       | کوکودا     | فرمانداری محلی روستایی کیرا      |
| منطقه سوهه       | کوکودا     | فرمانداری محلی روستایی کوکودا    |
| منطقه سوهه       | کوکودا     | فرمانداری محلی روستایی تاماتا    |